# KSw 71
Désignations
KSw 71 est une étoile de type K géante ou sous-géante de la constellation du Cygne située à environ ∼ 2 140 a.l. (∼ 656 pc) de la Terre. Elle possède une vitesse de rotation très grande[Combien ?], qui l'amène à faire une rotation sur elle-même en à peu près 5 jours et qui lui donne une forme ellipsoïde.
Elle a été découverte en 2016, en même temps que d'autres « étoiles citrouilles », par les télescopes spatiaux Kepler et Swift.